# Ր

Րとր

筆記体

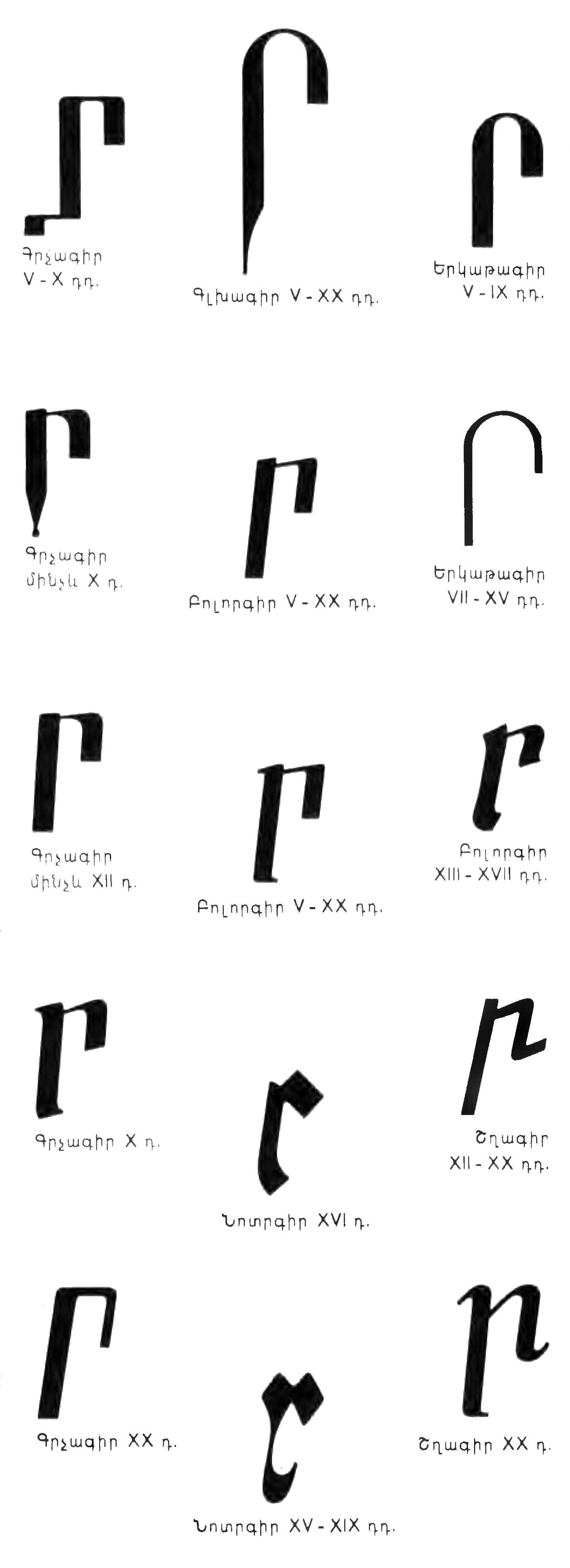
Րとրの様々な書体

Ր, ր（アルメニア語: րեまたはրէ、発音はre）は、アルメニア文字の32番目の文字である。405年ごろにメスロプ・マシュトツによって作成されたと見られる。

## 使用
東アルメニア語・西アルメニア語ではR音の有声歯茎たたき音またははじき音[ɾ]を表す。イランに住んでいるアルメニア人の間では歯茎接近音[ɹ]と発音することが多い。ラテン文字化する時は「R」と記す。記数法では5000を表す。
կարդալ、վերջのような、この文字の後に来る有声破裂音・破擦音が有気音になるという現象がある。また、この文字から始まる言葉はごくわずかである。

## 書体

## 符号位置
| 文字 | Unicode | JIS X 0213 | 文字参照        | 備考 |
| ---- | ------- | ---------- | --------------- | ---- |
| Ր    | U+0550  | -          | &#x550; &#1360; |      |
| ր    | U+0580  | -          | &#x580; &#1408; |      |